# Nicolas Hayer
Lucien Nicolas Hayer (* 1. Mai 1898 in Paris; † 29. Oktober 1978 in Saint-Laurent-du-Var) war ein französischer Kameramann.

## Leben
Hayer, ein Dritteljahrhundert lang ein erfahrener Handwerker beim französischen Unterhaltungsfilm, begann seine Tätigkeit als Kameramann für die Armee seines Landes. 1923 ging er als Wochenschau- und Dokumentarfilmkameramann nach Ostasien, um in Sibirien Bildaufnahmen anzufertigen. Im Jahr darauf reiste er nach Indochina weiter, wo er bis 1928 ebenfalls fotografisch tätig war. Beeindruckt von seiner Arbeit, stellte ihn 1928 die MGM ein, für die er Wochenschauberichte und Reportagen herstellen sollte.
Zurück in Frankreich, nahm Hayer 1931 seine Kinotätigkeit als Spielfilmkameramann auf. Bis Ausbruch des Zweiten Weltkriegs waren Hayers Aufgaben meist pure Routine, erst während der deutschen Besetzung bekam er Gelegenheit, sein Können unter Beweis zu stellen. So ist der künstlerische Erfolg von Henri-Georges Clouzots Kriminalfilm Der Rabe, einem düsteren Sittenbild aus der Besatzungszeit, in erheblichem Maße auf Hayers Kameraarbeit zurückzuführen. Sechs Jahre später verpflichtete ihn Jean Cocteau für seine moderne Version von Orfeo ed Euridice: Orpheus wurde 1949 Hayers zweites Hauptwerk, in dem er Cocteaus inszenatorischen Einfällen mit seinen eigenwilligen Bildkompositionen einen optischen Rahmen gab.
Nach zehn Jahren Arbeit an künstlerisch wenig ambitionierter Unterhaltungskonfektion wurde Hayer 1959 vom Nouvelle-Vague-Regisseur Éric Rohmer engagiert, um dessen Erstling Im Zeichen des Löwen mit suggestiven Bildern zu gestalten. Zu den weiteren Top-Regisseuren, die Hayer beschäftigten, zählen Julien Duvivier, Jean-Pierre Melville, Louis Daquin und Christian-Jaque. Seit Nicolas Hayer 1960 zum staatlichen Fernsehsender ORTF wechselte, hatte er nur noch selten für den Kinofilm gearbeitet.

## Filmografie
- 1932: Maruche
- 1932: Bidon d’or
- 1933: Le Gendre de Monsieur Poirier
- 1934: Le Paquebot Tenacity
- 1934: Cartouche
- 1935: Paris, mes amours
- 1935: L’Heureuse aventure
- 1935: Au jardin de Murcie
- 1936: Gigolette
- 1936: Jacques et Jacotte
- 1936: Le Paradis de Satan
- 1937: Ma petite marquise
- 1937: Chipée
- 1937: Tamara, la complaisante
- 1938: Le Bois sacré
- 1938: La Venus de l’or
- 1938: Métropolitain
- 1939: Rappel immédiat
- 1939: Die Spielhölle von Macao (Macao, l’enfer de jeu)
- 1939: Ménaces
- 1939: L’Or du ‘Cristobal’
- 1940: Finance noir
- 1941: Mademoiselle Swing
- 1941: L’Age d’or
- 1941: Montmartre-sur-Seine
- 1942: Der letzte Trumpf (Le Dernier atout)
- 1942: Fracasse, der freche Kavalier (Le Capitaine Fracasse)
- 1943: Der Rabe (Le Corbeau)
- 1943: Je suis avec toi
- 1944: Dorothée cherche l’amour
- 1945: Falbalas – Sein letztes Modell (Falbalas)
- 1945: Le Bataillon du ciel
- 1946: Panik (Panique)
- 1946: Patrie
- 1947: Die Festung der Fremdenlegion (Bethsabée)
- 1948: Die Kartause von Parma (La Chartreuse de Parme)
- 1948: L’Armoire volante
- 1948: Zwischen elf und Mitternacht (Entre onze heures et minuit)
- 1949: Au grand balcon
- 1949: Orpheus (Orphée)
- 1950: Unter dem Himmel von Paris (Sous le ciel de Paris)
- 1950: Drei Telegramme (Trois télégrammes)
- 1951: Geliebte Domenica (Domenica)
- 1951: Le Dindon
- 1951: Don Camillo und Peppone (Le Petit monde de Don Camillo)
- 1952: Rayés des vivants
- 1952: Moineaux de Paris
- 1953: Nuits andalouses
- 1954: Ungarische Rhapsodie (Par ordre du tzar)
- 1954: König der Wüste (Fortune carrée)
- 1954: Bel Ami
- 1955: Der große Verführer (Don Juan)
- 1956: Vater wider Willen (Sous le ciel de Provence)
- 1956: Gangster, Rauschgift und Blondinen (L’Homme et l’Enfant)
- 1957: L’École des cocottes
- 1957: Ein gewisser Monsieur Jo (Un certain Monsieur Jo)
- 1958: Problème Berlin (Kurzdokumentarfilm, auch Regie)
- 1958: Zwei Männer in Manhattan (Deux hommes dans Manhattan)
- 1959: Im Zeichen des Löwen (Le Signe du lion)
- 1959: La Belle et le Tzigane
- 1961: Léviathan
- 1961: Der Liftboy vom Palast-Hotel (Le Petit garçon de l’ascenseur)
- 1962: Der Teufel mit der weißen Weste (Le Doulos)
- 1963: Le Puits et le pendule (TV)
- 1963: Die Abseitsfalle (Le Gros coup)
- 1965: Le Faiseur (TV)
- 1965: Ganoven rechnen ab (La Métamorphose de Cloportes)
- 1965: Anatole (TV)
- 1966: Maria Tudor (TV)
- 1967: Le Tribunal de l’impossible (TV-Serie, eine Folge)